# Didier (film)
Pour les articles homonymes, voir Didier.
Pour plus de détails, voir Fiche technique et Distribution.
Didier est un film français réalisé par Alain Chabat, sorti en 1997.
Alain Chabat a reçu, pour ce film, le César du meilleur premier film en 1998.

## Synopsis
Jean-Pierre, agent de football, a accepté de garder Didier, le chien d'Annabelle, sa sœur journaliste. Au cours de la nuit, le labrador prend une apparence humaine, mais reste psychologiquement toujours un chien. Aux prises avec Richard, le patron du club de football pour lequel il est agent, Jean-Pierre n'avait pas besoin d'un problème supplémentaire, en plus de ses soucis avec ses joueurs vedettes, d'abord Baco, puis Fabrice blessé juste une semaine avant un match très important contre le PSG. Didier va révéler certaines dispositions footballistiques et l'aider à remplacer les joueurs blessés. De plus, il finira même par réconcilier Jean-Pierre et sa petite amie Maria.

## Fiche technique
- Titre : Didier
- Réalisation : Alain Chabat, assisté de Robert Kechichian
- Scénario : Alain Chabat
- Décors : Jean-Marc Kerdelhue
- Costumes : Sylvie Gautrelet
- Photographie : Laurent Dailland
- Montage : Roland Baubeau
- Musique : Philippe Chany et Raggasonic
- Production : Claude Berri
- Sociétés de production : Renn, Katharina et Pathé
- Société de distribution : Pathé Films, AMLF (France)
- Budget de production : 59 millions de francs (9 M€)[1]
- Langue originale : français
- Format : couleur — 35 mm
- Genre : comédie
- Durée : 105 minutes
- Date de sortie :
  - France : 29 janvier 1997

## Distribution
- Jean-Pierre Bacri : Jean-Pierre Costa, un agent de footballeurs
- Alain Chabat : Didier / Didje Hazanavicius, le chien d'Annabelle devenu humain
- Isabelle Gélinas : Maria, l'ex-petite amie de Jean-Pierre
- Lionel Abelanski : Charly Abitbol, l'assistant et copain de Jean-Pierre
- Michel Bompoil : Coco, l'assistant de Richard
- Jean-Marie Frin : Richard Guerra le président du club de football
- Zinedine Soualem : Camel Mimouni, l'entraîneur de l'équipe de football
- Jacques Vincey : Adolf, le chef des skins
- Caroline Cellier : Annabelle, la sœur de Jean-Pierre, journaliste de cinéma
- Chantal Lauby : Solange, une collègue d'Annabelle
- Josiane Balasko : Mme Massart, une podologue-hypnotiseuse
- Dominique Farrugia : un supporter du Paris Saint-Germain Football Club (PSG)
- Dieudonné : Jean Tigala, un ancien joueur devenu commentateur sportif
- Dimitri Radochevitch : Robert, un commentateur sportif
- Michel Hazanavicius : Fabrice, le joueur de football qui se fait une entorse
- Isabelle Alexis : Barbara
- Éric Collado : un videur de la discothèque
- Marie-Charlotte Dutot : Camille
- Christian Gazio : l'infirmier
- Michel Cordes : le serrurier
- Claude Berri : un type à l'aéroport
- Jérôme Seydoux : un autre type à l'aéroport
- Dominique Besnehard : Kiki, un des videurs de la discothèque
- Thierry Dochler : le speaker du PSG au Parc des Princes
- Elliot : Didier, le Labrador
- Serge Hazanavicius : Jean-Philippe, journaliste
- Christophe Canova : un garde du corps
- Olivier Doran : le masseur-kinésithérapeute
- Constantin Alexandrov : un associé de Richard
- Pierre Amzallag : le type mou
- Félix Baum : l'arbitre
- Max Chabat : le petit garçon au ballon
- Nathalie Levy-Lang : Mijo
- Fabrice Kelban : Max, joueur du PSG
- Bruno Miriel : le gardien de but de l'équipe de Didier

## Bande originale
Sauf indication contraire, les informations mentionnées dans cette section peuvent être confirmées par le générique de fin de l'œuvre audiovisuelle présentée ici, ainsi que par la base de données cinématographiques IMDb,  présente dans la section « Liens externes ».
- Jingle de France Info - Gérard Calvi
- La ramène pas - Raggasonic
- Let me be your dog - Philippe Chany

## Distinctions

### Récompenses
- César 1998 : César du meilleur premier film pour Alain Chabat

### Nominations
- César 1998 : César du meilleur acteur pour Alain Chabat

## Autour du film
- Le match que joue l'équipe de Didier contre le Paris Saint-Germain a bien été tourné au Parc des Princes[2],[3].
- Le gardien de but et capitaine du PSG dans le film s'appelle Lamar, comme le capitaine Lamar joué par Alain Chabat dans la série Objectif Nul.
- Le nom de famille de Didier fait référence à Michel Hazanavicius, ancien collaborateur d'Alain Chabat dans Les Nuls l'émission, interprète d'un petit rôle dans le film, comme son frère Serge.
- Le chien utilisé pour le rôle-titre, Elliot, est l'ancien chien du footballeur brésilien Ricardo, qui est, au moment du tournage, entraîneur du PSG[4].